# Kovácsi (Esztergom)
Kovácsi Esztergom egyik déli városrésze, egykor önálló település, a legjelentősebb külváros volt. A mai vasút környékén egy utca őrzi az egykori település nevét. A régészeti leletekben nagyon gazdag terület 2004 óta védetté nyilvánított régészeti lelőhely.

## Fekvése
Kovácsi a mai vasútállomás két oldalán észak-déli irányban terült el. A középkorban északról a Királyi város, délről a Kincses patak és az attól délre fekvő terület, keleten Újfalu település és a mai Dobogókői út, nyugaton a mai Bartók Béla utca határolta.

## Története
A 10. század végén Kovácsi területén vetette Adalbert prágai püspök máglyára a pogány magyarok bálványait. Kovácsi Esztergom legnagyobb és legjelentősebb külvárosa volt, ami a királyi várostól délkeletre feküdt, és a király tulajdonát képezte. Első okleveles említése 1244-ből származik. Kovácsit főleg iparosok, mesteremberek – kovácsok, ötvösök – lakták, akik nem a fővárosban, hanem saját önálló településükön laktak, többek között az ország első, és sokáig egyetlen pénzverdéjében dolgozó pénzverők. A falu 1250-től hanyatlásnak indult, miután a pénzverdét elköltöztették Budára, bár a 15. századig tovább folyt itt is a pénzverés. A pénzverők többsége átköltözött Esztergomba, vagy Budára. 1290-től, már az esztergomi káptalan jobbágyai is itt éltek. A települést 1326. november 8-án Károly Róbert Esztergomnak adományozta. Ekkor említik Vörös Kelement, akinek italmérése volt a faluban. Az 1270 és 1314 közötti oklevelek szerint a falunak három plébánia temploma is volt. (Lásd még: Elpusztult középkori templomok, kápolnák Esztergomban). Az előváros a török időkben pusztult el. 1716. május 27-én Kovácsi külvárosban is tizedkerületet felállításáról döntött a királyi város. 1717 februárjában pedig arról született döntés, hogy a Kovácsihoz tartozó földeket kiosztják kender és gyümölcstermesztésre annak, aki ezt kéri. Eközben telkeket osztottak szét házépítés céljára. 1718-ban, a város és a pilismaróti pálosok közti határper érintette Kovácsit is, ezért kérdőívet küldtek a komáromi szolgabírónak az ügyben, hogy ő hallgassa ki a tanút:
(...) 2. Vallya meg azt is hite utan tudgya-e, avagy hallotta e Righi Emberektűl az meg nevezett Királyi Városhoz tartozandó Kovácsi prédiumnak határi meddig mennek és hol termináltátik, s minek neveztetnek az határok. (...) 4. Szánto és Csív feli meddig megyen Kovácsinak a határia, s micsoda helyeken termináltatik nevezze meg a Tanú.
A vasútállomás keleti oldalán, a Budai Nagy Antal utca mentén az egykori kertes házakat elbontották és Bánomhoz hasonlóan a győri házgyár elemeiből lakótelep épült. Ez a városrész ma a Kovácsi lakótelep nevet viseli.

## Ásatások

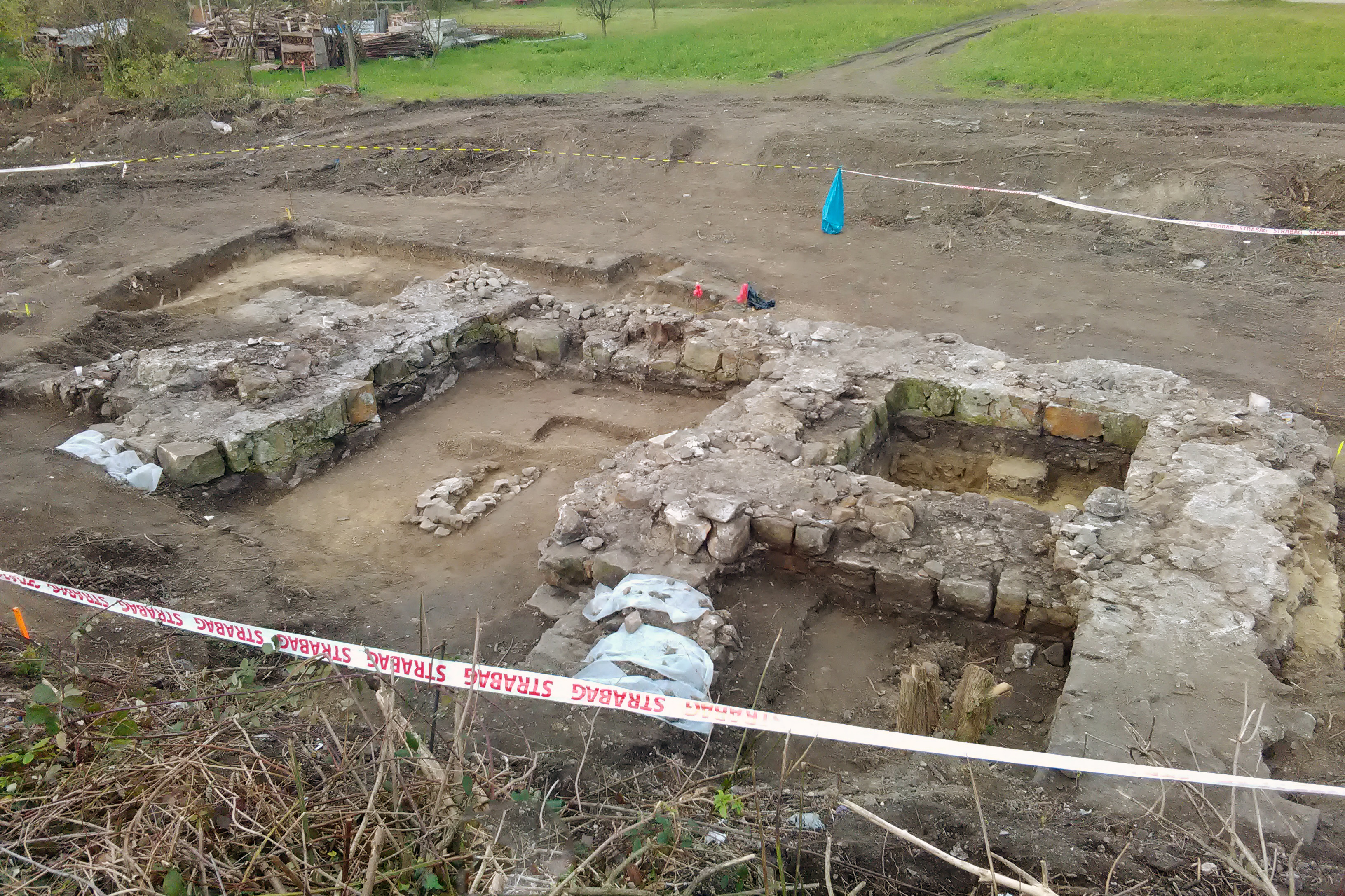
A Szent János-templom feltárása 2016-ban

Az első ásatások a vasútállomás építésekor, az 1890-es években kezdődtek a területen, amik folytatódtak 1912-ben, a vasútállomás bővítésekor, amikor egy kéttornyos, három hajós román kori templom romjait találták meg a vasúti töltés nyugati oldalán. A Szent Jánosról elnevezett templom nagy része benyúlik a hat méter magas töltés alá, ezért ma is feltáratlan. A templomot – bár valószínűleg Szent István korabeli – 1270-ben említik először,  és a 16. században pusztult el. 1953-ban a környékbeli lakótelepek alapozási kőanyagát a középkori falakból szerezték be.  Az ásatások az 1970-es évektől ismét folytatódtak. Ezek folyamán 10. századi ötvösműhelyt, 120, zömében földsírt, román kori ékszereket, harangöntő műhelyt, fémöntőkemencét találtak. Később ismét ásatásokat kezdtek a városrészen, többek között a Tesco áruház, a Budai Nagy Antal út, és a Csalamádé temető környékén, 2016-ban - az intermodális közlekedési csomópont építése előtt - a Szent János-templomnál.